# Julio Cobos
Julio César Cleto Cobos (Mendoza, 30 aprile 1955) è un ingegnere e politico argentino.
È stato vicepresidente dell'Argentina dal 2007 al 2011, detto il "doppio traditore" perché ha tradito il Governo al quale appartiene e anche il Partito Radicale, dal quale è stato cacciato.
Alle elezioni del 2007 si è presentata assieme Cristina Fernández de Kirchner per il partito socialdemocratico peronista Fronte per la Vittoria. Ex governatore della Provincia di Mendoza, nel 2007 lascia il suo partito Unione Civica Radicale perché sostenitore della politica di Néstor Kirchner, giustizialista di sinistra. Nel mese di giugno del 2008 entra in conflitto con la presidente a causa della sua opposizione alla riforma n. 125 del settore agroalimentare. Da quel momento si è posto all'opposizione del kirchnerismo, pur conservando la carica vicepresidenziale. 
Alla fine del 2008 ha fondato una nuova nuova alleanza elettorale, chiamato Consenso Federale(ConFe) che doveva entrare a far parte dell'Accordo Civico e Sociale, ma un mese prima delle elezioni parlamentari uno dei partiti dell'alleanza si è ritirato e il ConFe è stato escluso dalle elezioni.
Alle elezioni parlamentari del 2013 si è candidato col suo vecchio partito, l'Unione Civica Radicale ed è stato eletto deputato per la provincia di Mendoza.